# 宇治上神社
宇治上神社（日语：／ uji gami jinja）是位於京都府宇治市宇治山田的神社。式内社有記載的神社，舊社格之中屬於村社。毗鄰宇治神社。
其本殿和拜殿都是日本國寶，宇治上神社亦被列為世界文化遺產「古都京都的文化財」之一。

## 祭神
神社分別供奉三位神明：
- 左殿：菟道稚郎子命（うじのわきいらつこのみこと），《日本書紀》中被記載為「菟道稚郎子」，古事記中被記載為「宇遅之和紀郎子」，被立為太子，後自殺以傳位給仁德天皇。
- 中殿：應神天皇，第15代天皇，菟道稚郎子命的父親。
- 右殿：仁德天皇，第16代天皇，菟道稚郎子命的同父異母兄長。

## 歷史

### 創建
神社的起源和確切成立的年份並不可考。在宇治上神社附近的宇治神社，曾經和宇治上神社被視為同一座神社。《山城國風土紀》中提及菟道稚郎子的離宮「桐原日桁宮」相信位於神社內。而兩社的舊稱「離宮明神」亦可能由此而來。
神社內有一塊巨石被稱為「天上石」或「岩神先生」（岩神さん），據說是根據磐座（古代神道教對岩石的信仰）而建造和供奉。

### 概述
式內社中有記載，山城國宇治郡有「宇治神社二座 鍬靫」，一種說法認為分別屬於宇治神社和宇治上神社。另一種說法則認為只屬於宇治上神社的原本兩座建築。「鍬靫」的意思是，祈年祭時，由朝廷供奉的鋤頭和投壺。後來，在附近建立了平等院，這兩座神社被視為其鎮守社。
明治時代以前，宇治上神社被稱為「上社」、「本宮」，宇治神社被稱為「下社」、「若宮」，兩社合稱「宇治離宮明神」、「宇治離宮八幡宮」。
明治時代期間，兩神社分為獨立個體，列為舊社格中村社。
2004年2月由奈良文化财研究所及宇治市進行年輪年代測定調査，發現本殿是大約建於西元1060年的建物，證實為「現存最古老的神社建築」，並指出與1052年創建的平等院存在深厚關聯性。

## 區域
- 本殿 - 建於平安时代後期，被認為是現存最古老的神社建築。風格是流造，正面闊五間，側面三間，屋頂鋪設柏樹皮。左殿（正面右方）供奉菟道稚郎子命，中殿供奉應神天皇，右殿（正面左方）供奉仁德天皇。左殿、中殿、右殿依次序為第一殿、第二殿和第三殿。
- 拜殿 - 建於鎌倉時代初期，寢殿造的遺趾。

#### 其他
- 天降石
- 桐原水 - 宇治古傳的七大名泉之一，同時也是唯一現在仍存在的。
- 前門
- 社務所

## 攝末社
- 春日社 - 祭神：建甕槌命、天兒屋根命
- 住吉社 - 祭神：住吉三神
- 香椎社 - 祭神：神功皇后、武內宿禰神
- 武本稻荷社 - 祭神：倉稻魂命
- 嚴島社 - 祭神：市杵島姫命

## 祭事
- 旦祭（1月1日）
- 日待祭（1月15日）
- 春季例大祭（5月1日-5日）
- 新茶獻茶式（6月1日）
- 八朔祭（9月1日）
- 日待祭（10月14日）
- 新嘗祭（12月15日）

## 文化財

### 國寶
- 本殿（建築物）
平安时代後期建造。1902年（明治35年）4月17日根據古社寺保存法列為「特別保護建造物」。1950年（昭和25年）根據文化財保護法列為「重要文化財」。1952年（昭和27年）3月29日列為「國寶」。[1]
- 拜殿（建築物）
鎌倉時代早期建造。1902年（明治35年）7月31日根據古社寺保存法列為「特別保護建造物」。1950年（昭和25年）根據文化財保護法列為「重要文化財」。1952年（昭和27年）11月22日列為「國寶」。[2]

### 重要文化財（國家指定）
- 攝社春日神本社殿（建築物）
鎌倉時代後期建造。1912年（明治45年）2月9日根據古社寺保存法列為「特別保護建造物」。1950年（昭和25年）根據文化財保護法列為「重要文化財」。[3]
- 本殿扉繪4張
第一殿童子像2張。第三殿全身像2張。平安時代作品。1977年（昭和52年）6月11日認定。[4]

### 京都府指定有形文化財
- 嚴島社
- 香椎宮
- 武本稻荷社
- 宇治上神社文書1060件

## 外部連結
- 世界遺産（世界文化遺産） 宇治上神社 （页面存档备份，存于）
- 京都府公式メディア（宇治上神社） （页面存档备份，存于）
- 宇治上神社公式サイト （页面存档备份，存于）

34°53′31.44″N 135°48′41.18″E / 34.8920667°N 135.8114389°E